# Matidia

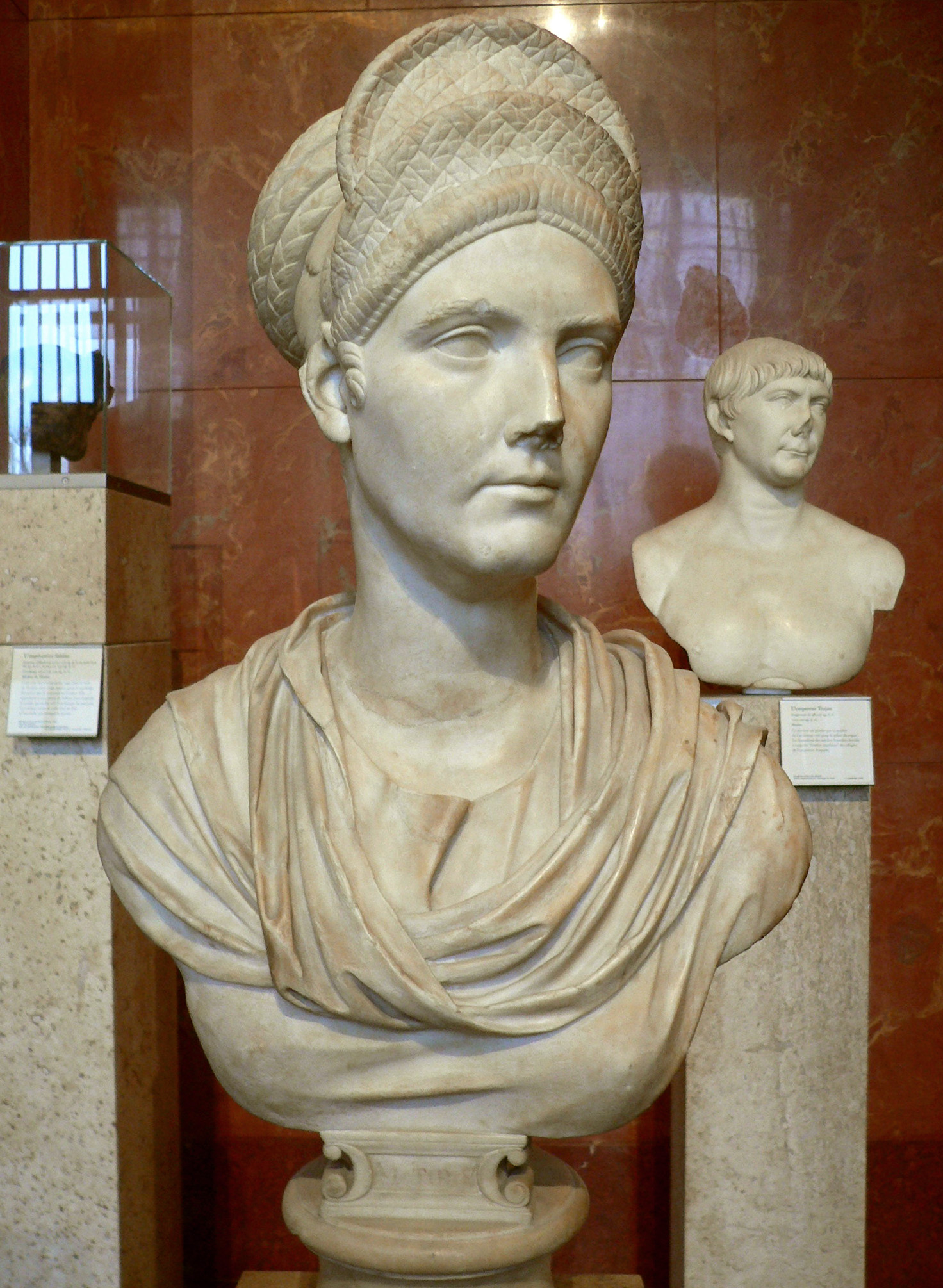
Büste der Salonina Matidia, um 112

Salonina Matidia (* vor 64; † 119), auch Matidia die Ältere genannt, war das einzige Kind des reichen Prätors Gaius Saloninus Matidius Patruinus und der Ulpia Marciana. Sie war die Lieblingsnichte ihres Onkels mütterlicherseits, des römischen Kaisers Trajan, Schwiegermutter seines Nachfolgers Hadrian und Urgroßmutter des Marc Aurel.

## Leben
Trajans Ehe war kinderlos und er soll seine Nichte Salonina Matidia wie seine eigene Tochter behandelt haben. Nach dem Tode ihres Vaters im Jahre 78 wurden sie und ihre Mutter im Haushalt des Trajan und dessen Ehefrau Pompeia Plotina aufgenommen. Salonina Matidia unternahm viele Reisen mit ihrem kaiserlichen Onkel und dieser suchte wohl auch bei Problemen ihren Rat.
Ihr erster Ehemann war ein sonst völlig unbekannter Mindius. Aus dieser Ehe ging die Tochter Mindia Matidia hervor, auch Matidia die Jüngere genannt. Nach dem frühen Tod Mindius’ heiratete Matidia ein zweites Mal, Lucius Vibius Sabinus, aus dieser Ehe stammt Vibia Sabina, die im Jahr 100 den späteren Kaiser Hadrian heiratete. Eine weitere Tochter war möglicherweise Rupilia Faustina, die dann aus einer dritten Ehe stammte.
Am 29. August 112 wurde Matidia der Ehrentitel Augusta verliehen. Salonina Matidia verstarb 119 und wurde als Diva in den römischen Götterhimmel aufgenommen. Ihr Schwiegersohn Hadrian, seit 117 römischer Kaiser, soll die Begräbnisrede verfasst haben. Ihr zu Ehren wurden ein Tempel auf dem Marsfeld und ein Altar in Rom geweiht.